# Hôtels de Coudenberg
Les Hôtels de Coudenberg font partie du vaste ensemble architectural de style néo-classique de la place Royale de Bruxelles construit entre 1775 et 1782 par les architectes français Jean-Benoît-Vincent Barré et Barnabé Guimard à l'époque des Pays-Bas autrichiens.

## Localisation
Les anciens Hôtels de Coudenberg sont situés de part et d'autre de la cathédrale Saint-Jacques-sur-Coudenberg dont la silhouette domine la place Royale à l'est. Ils occupent plus précisément les n°5-6 et 7-8 de la place Royale.

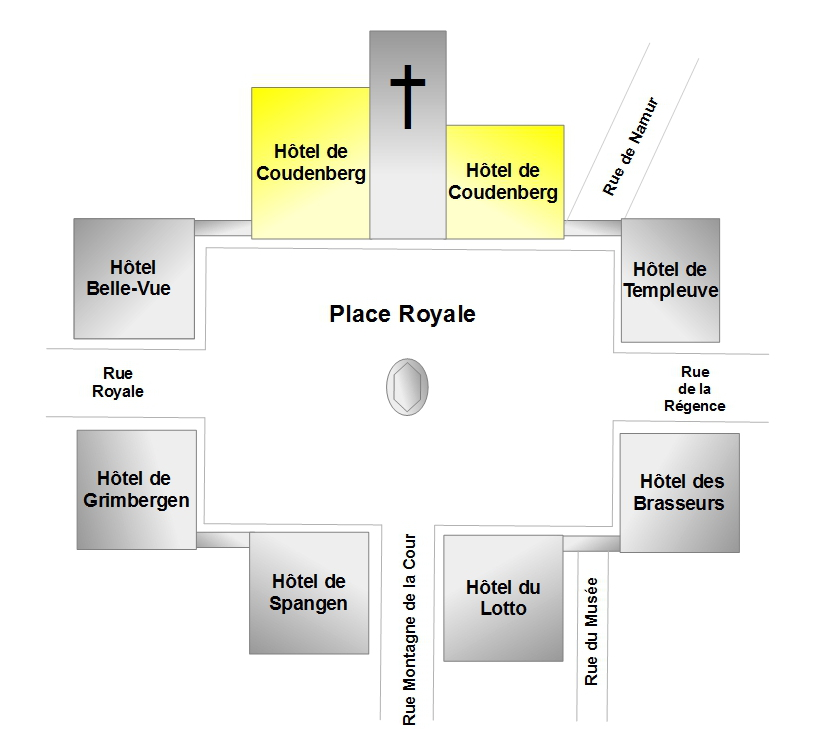
Situation des Hôtels de Coudenberg sur la place Royale.

## Historique

### Historique de la place Royale
Au XVIIIe siècle, les autorités autrichiennes souhaitent édifier à l'emplacement de l'ancien palais du Coudenberg, incendié en 1731, une place monumentale inspirée des modèles français tels la place Stanislas de Nancy (1755) et la place Royale de Reims (1759).
Le projet est approuvé en 1774 par l'impératrice Marie-Thérèse d'Autriche, qui autorise la démolition du palais.
En 1776, le projet devient un plan urbanistique monumental comportant huit pavillons, qui est confié aux architectes français Jean-Benoît-Vincent Barré, qui conçoit le projet de base, et Barnabé Guimard, qui assure la réalisation des plans détaillés.
En raison des coûts élevés, le gouvernement fait appel à l'abbaye du Coudenberg, à l'abbaye de Grimbergen, à la corporation des Brasseurs, à la Loterie impériale et royale des Pays-Bas ainsi qu'à des particuliers comme le comte de Spangen, la comtesse de Templeuve et le marchand de vins Philippe de Proft,.

### Historique des Hôtels de Coudenberg
Les Hôtels de Coudenberg furent édifiés à partir de 1776 pour l'abbaye du Coudenberg après un échange de terrain, en vertu de la lettre patente du 21 décembre 1775. La construction était probablement terminée en 1781 puisqu'un édit du gouvernement datant de 1781 ordonnait d'enduire dans l'année les façades en briques encore apparentes pour tous les pavillons de la place Royale.
L'intérieur des deux immeubles a été conçu par Guimard.
Le bâtiment de gauche (n°7-8) abrite actuellement la Cour constitutionnelle (Grondwettelijk Hof en néerlandais), appelée Cour d'arbitrage jusqu'en 2007. L'entablement qui sépare le premier étage du rez-de-chaussée portait jadis la mention trilingue « Arbitragehof » / « Cour d'arbitrage » / « Schiedshof », qui était répétée sur les cartouches qui surmontent les portes.
L'immeuble de droite (n°5-6) est occupé par l'Espace culturel ING (anciennement Espace culturel de la BBL).

Hôtel de Coudenberg - bâtiment de gauche (n°7-8) - Cour constitutionnelle
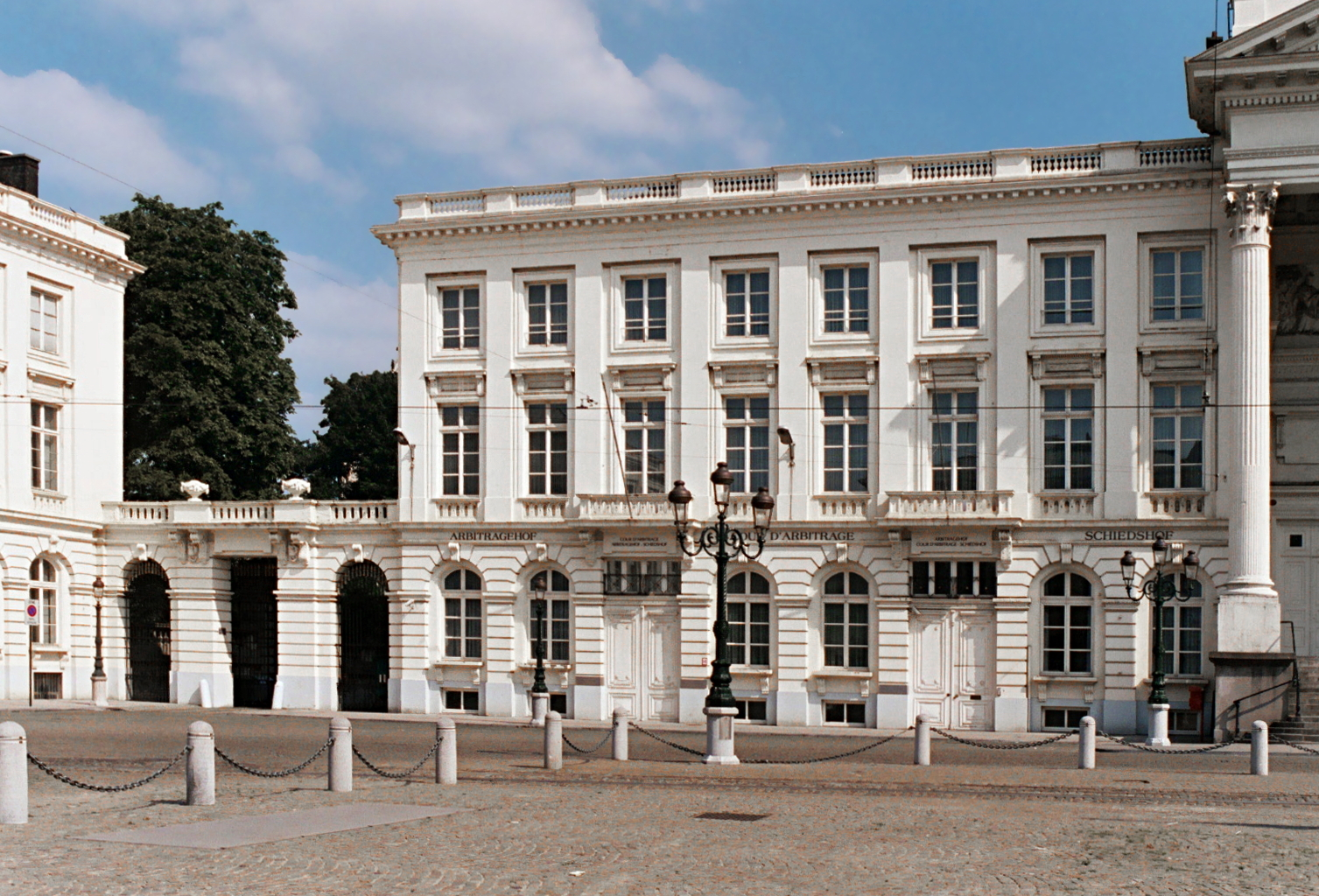
Le bâtiment en 2004 à l'époque où apparaissait encore la mention trilingue « Arbitragehof » / « Cour d'arbitrage » / « Schiedshof ».
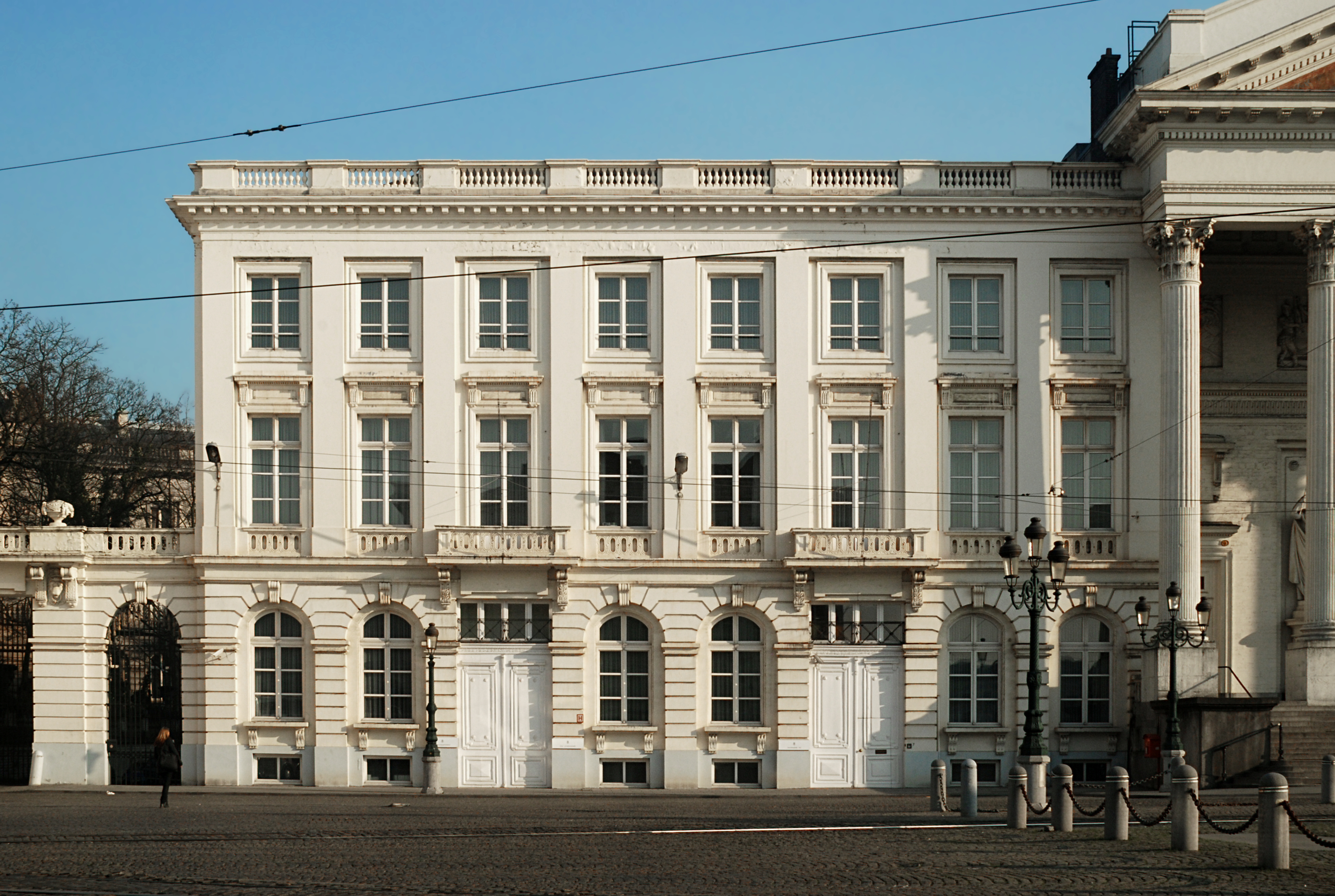
Le bâtiment en 2014 après effacement du nom de la Cour d'arbitrage.

## Architecture

### Maçonneries
Les Hôtels de Coudenberg présentent des façades enduites et peintes en blanc comme tous les pavillons de la place Royale ainsi que la plupart des immeubles néo-classiques dessinés par Guimard autour du Parc de Bruxelles (Hôtel Errera, Hôtel de Ligne, Hôtel Empain, le « Lambermont »…).
Ceci résulte de l'édit du gouvernement de 1781 qui ordonnait d'enduire les façades en briques de tous les pavillons de la place Royale.

### Façades

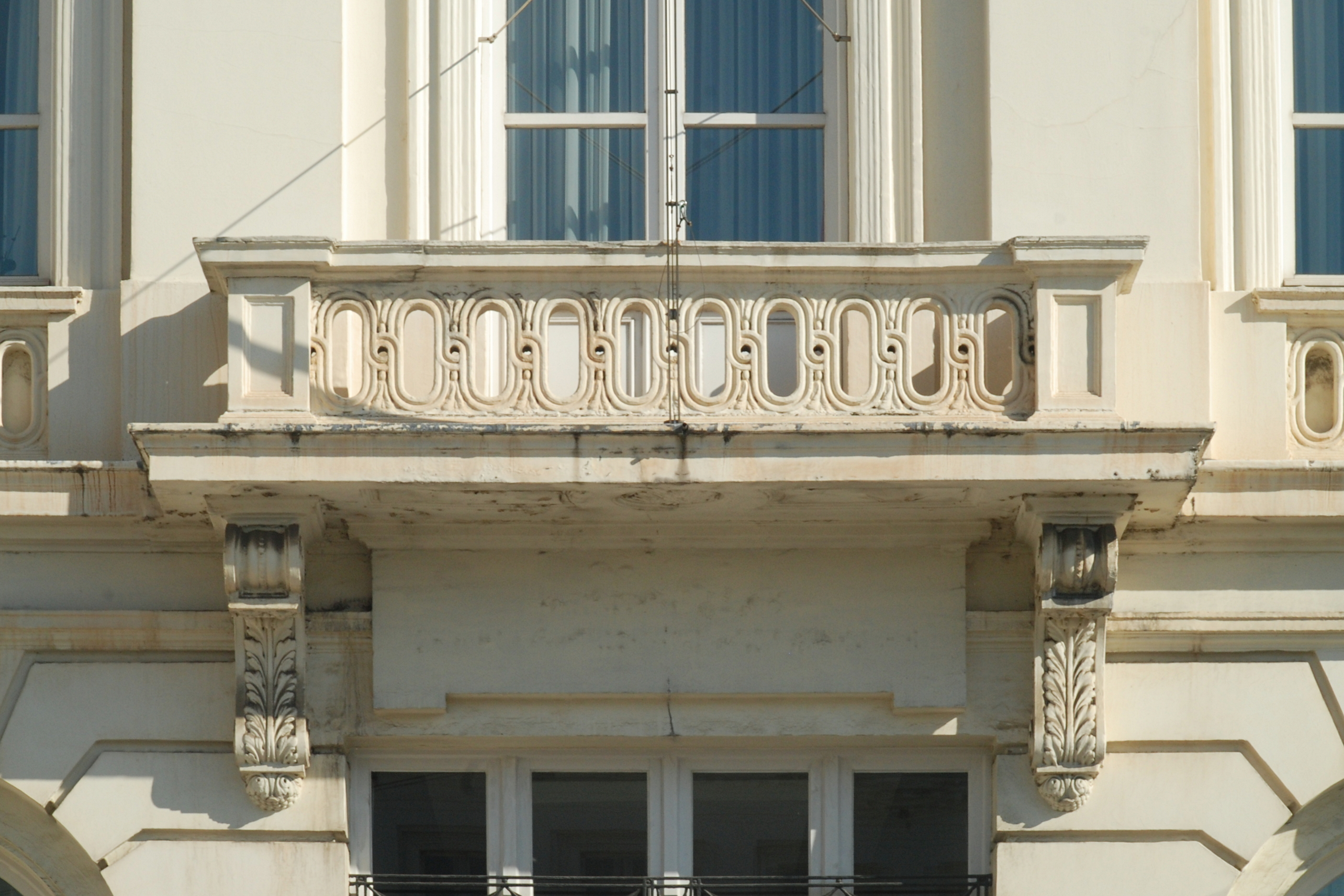
Balcon.

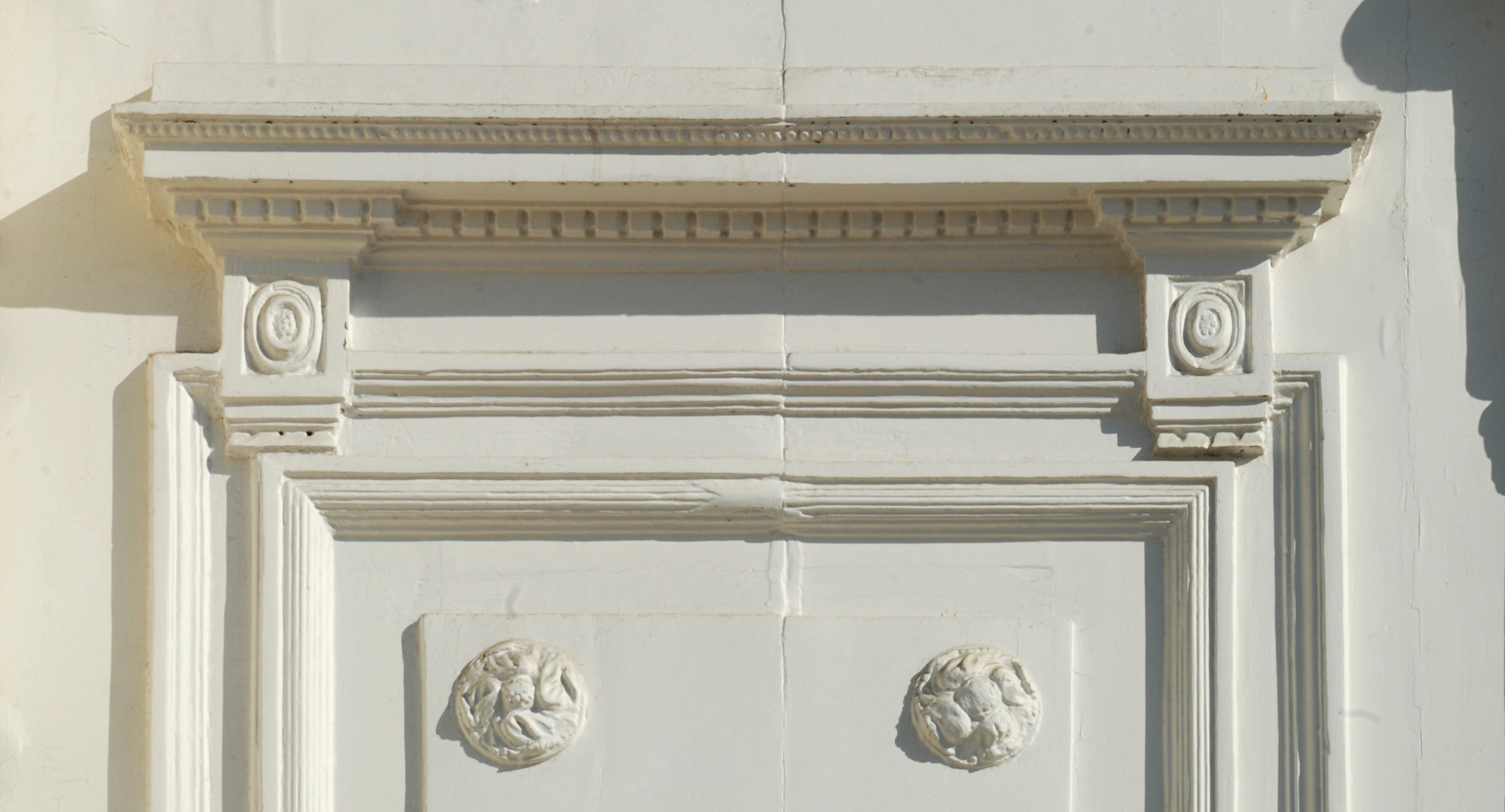
Entablement en bois et rosettes de la porte.

Les façades disposées le long de la place Royale comptent huit travées pour les immeubles disposés sur les longs côtés de la place et sept sur les petits côtés : les Hôtels de Coudenberg présente donc huit travées le long de la place Royale, comme les immeubles qui leur font face.
Le rez-de-chaussée est rythmé par une succession d'arcades cintrées à imposte et clé d'arc à perles et volutes, séparées par une maçonnerie à bossages plats et à lignes de refend. Autour de l'arc des arcades, les bossages adoptent un profil rayonnant, typique de l'architecture néo-classique. Dans chaque baie cintrée est inscrite une fenêtre à arc surbaissé possédant un appui de fenêtre supporté par deux corbeaux à motif de gouttes (petits pendentifs typiques de l'architecture classique et néo-classique).
Séparé du rez-de-chaussée par un entablement, le premier étage est percé de hautes fenêtres rectangulaires à meneau et traverse de bois. Ces fenêtres, à l'encadrement mouluré, sont ornées à leur base d'une allège à balustrade et à leur sommet d'un petit entablement à frise de denticules soutenu par des consoles rectangulaires.
Le deuxième étage est percé de fenêtres plus petites dont l'ornementation se réduit à un encadrement mouluré et sommé d'une corniche en forte saillie soutenue par des modillons rectangulaires, elle-même surmontée d'une balustrade en attique.
Chaque façade est percée de deux grandes portes en bois surmontées chacune d'une fenêtre d'imposte quadripartite et d'un cartouche marqué jadis « Cour d'arbitrage » comme il a été dit plus haut. Les panneaux de porte sont ornés d'encadrements moulurés agrémentés de rosettes et surmontés chacun d'un petit entablement en bois à frise de denticules et à frise de perles, porté par deux consoles à gouttes.
La porte-fenêtre située au-dessus de chaque porte est précédée d'un balcon à balustrade de pierre soutenu par des consoles ornées de volutes et de feuilles d'acanthe.

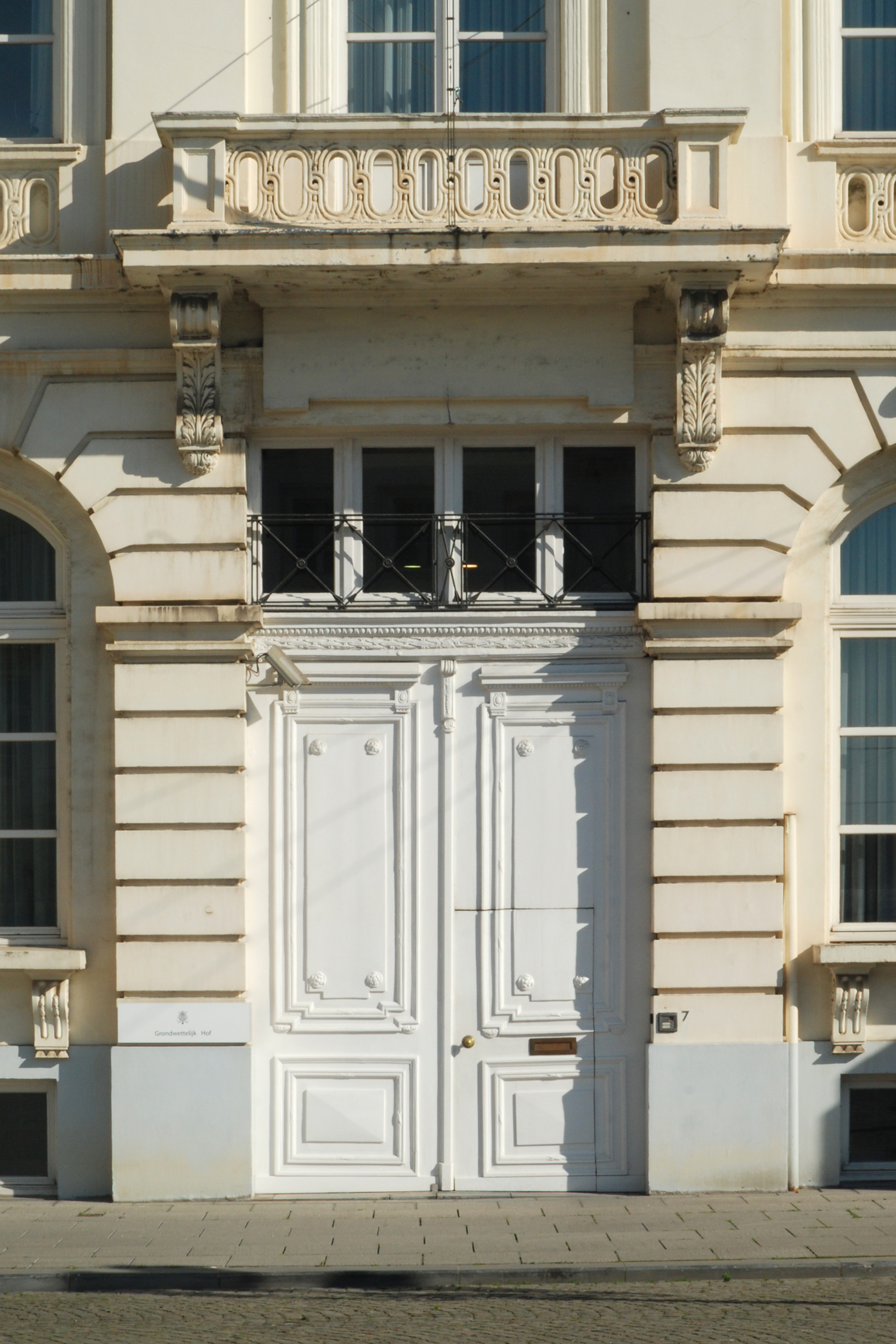
Porte.
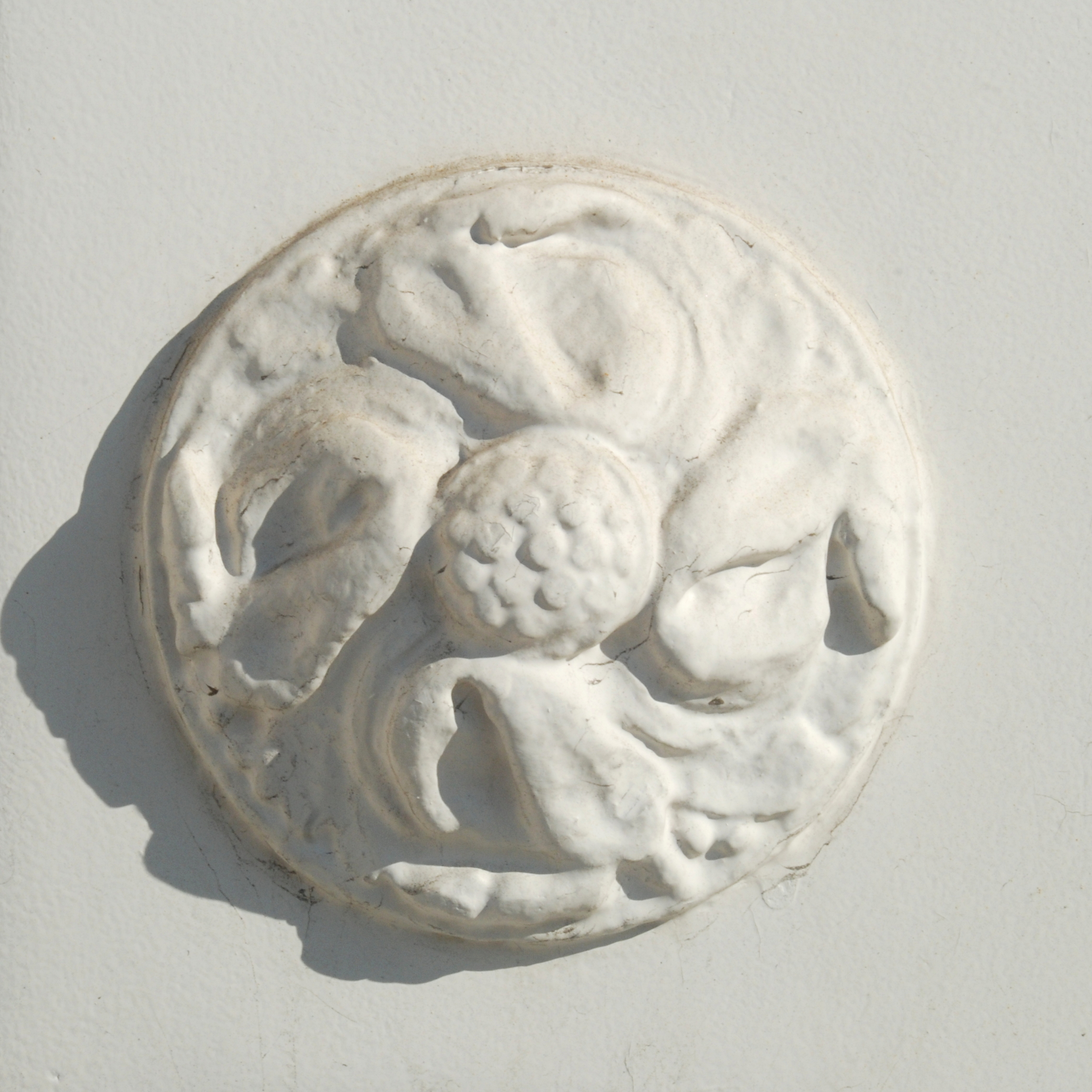
Rosette en bois de la porte.
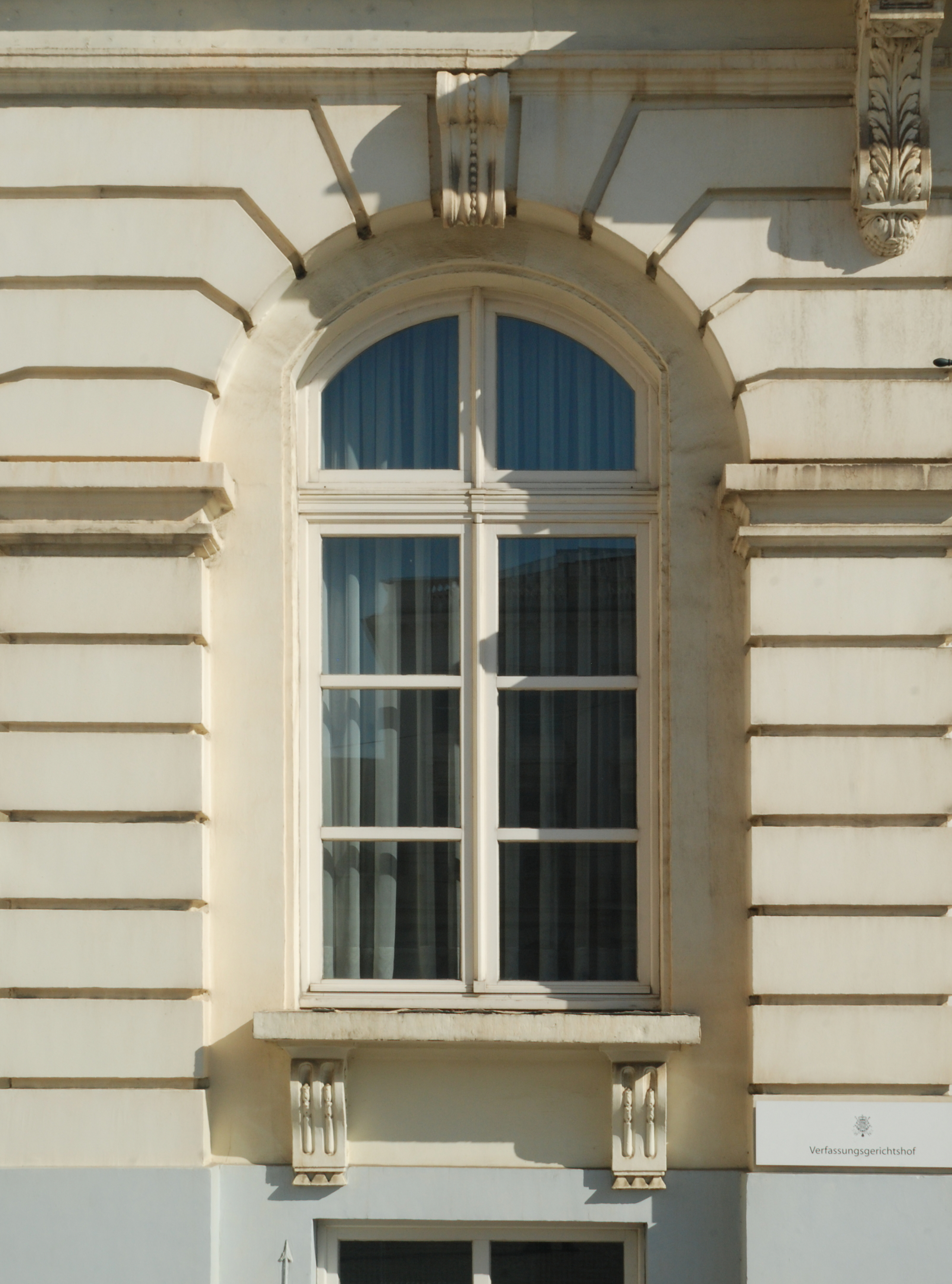
Fenêtre du rez-de-chaussée.
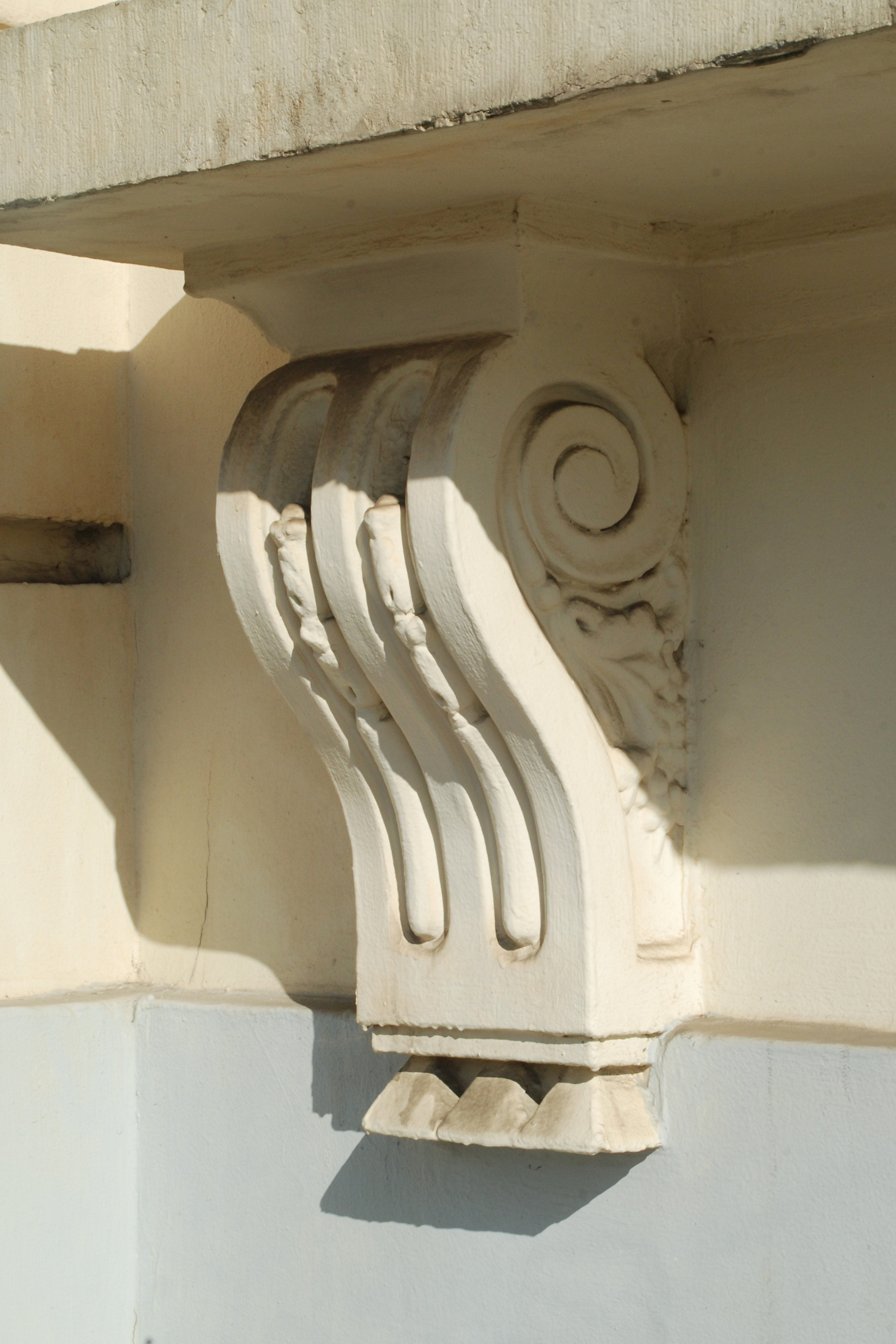
Corbeau à gouttes.
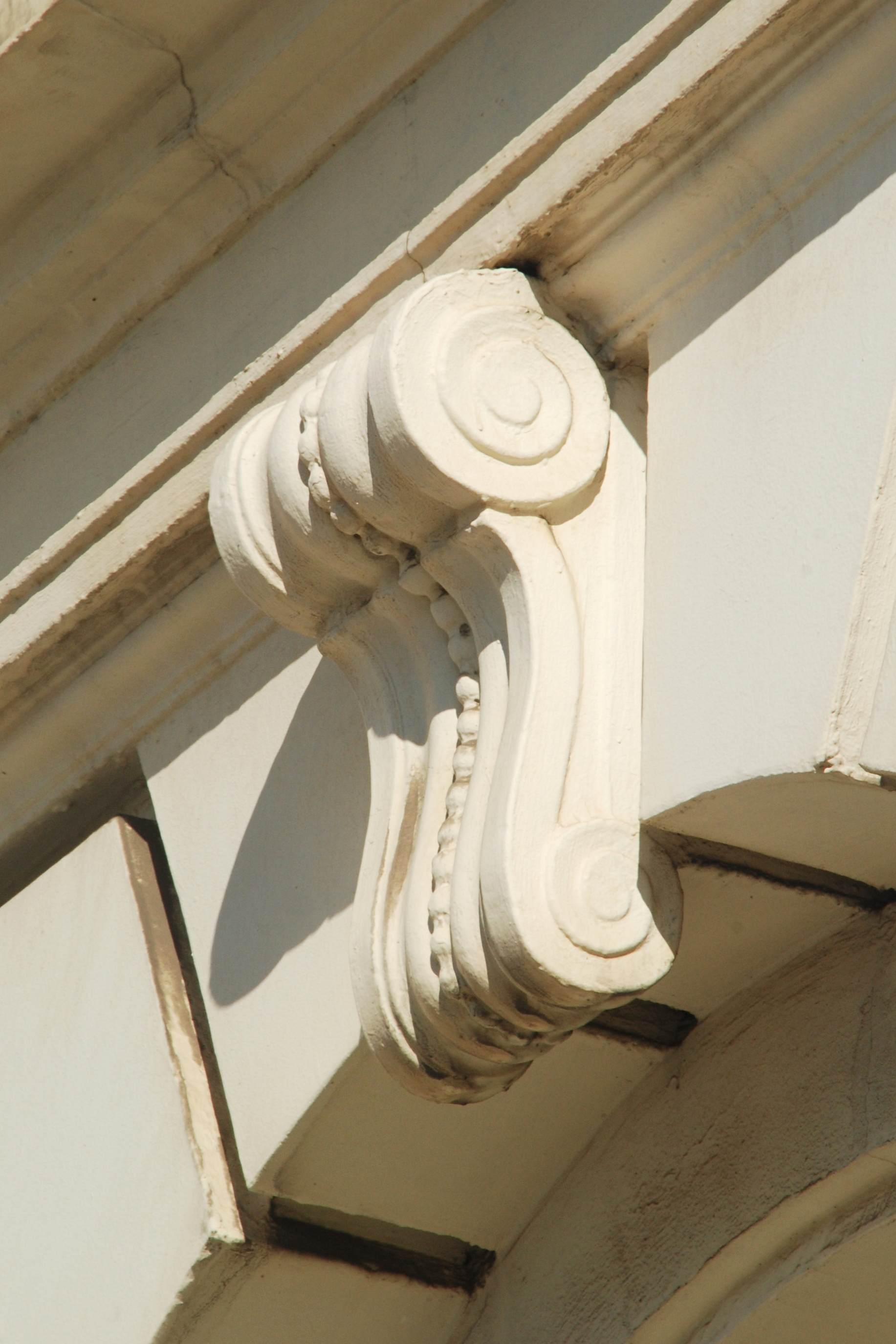
Clé d'arc.

### Portiques

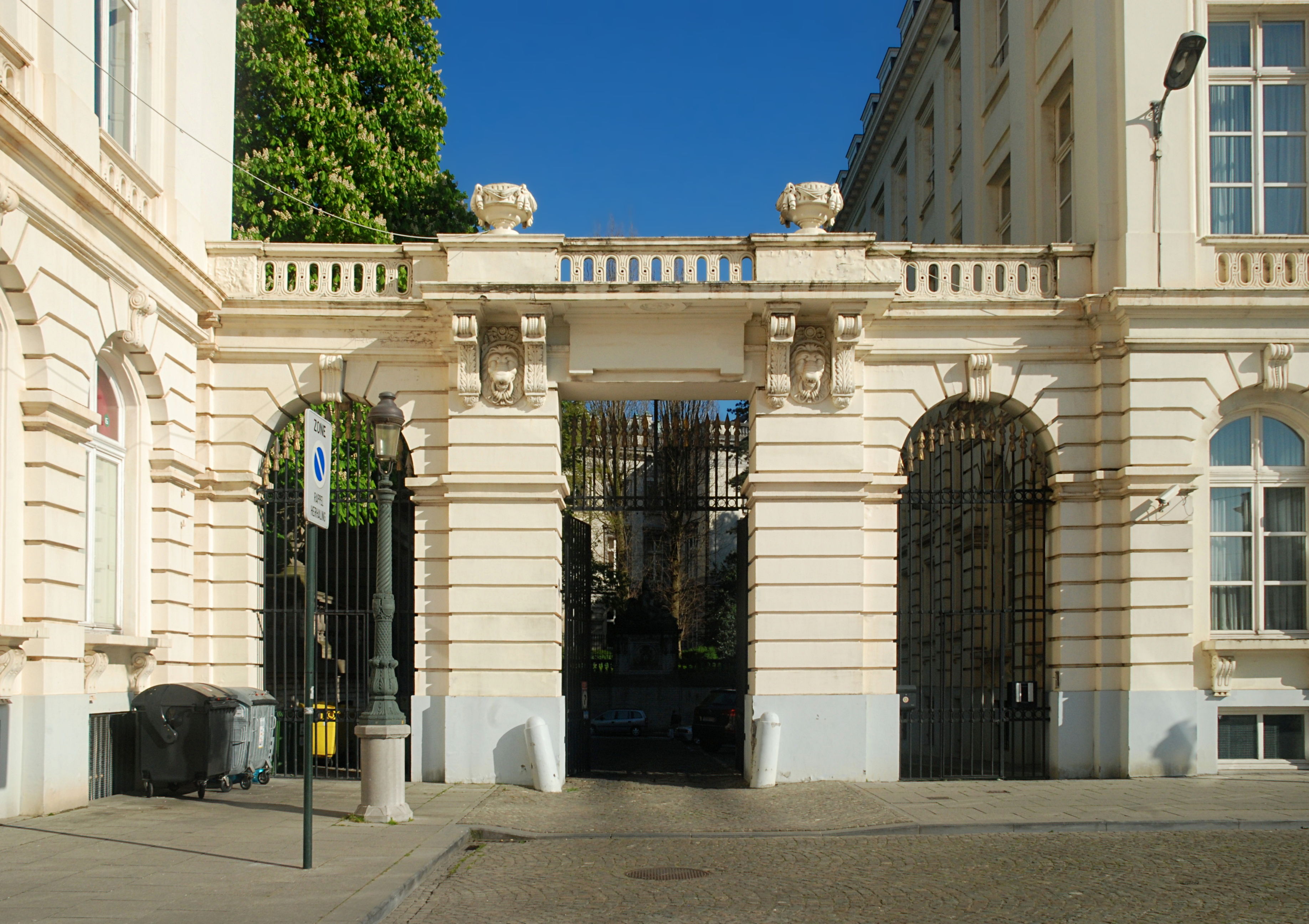
Le portique de l'impasse du Borgendael.

Les Hôtels de Coudenberg sont reliés aux immeubles situés sur leur gauche (Hôtel de Belle-Vue, au n°9) et sur leur droite (Hôtel de Templeuve, au n°4) par deux portiques du plus pur style néo-classique, qui répondent aux deux portiques situés aux angles ouest de la place Royale.
Le portique de l'impasse du Borgendael (vers l'Hôtel de Belle-Vue) a été dessiné par Barré sur son projet de 1775. Il a été édifié en 1777-1778 sous la direction de Guimard mais a été démoli et reconstruit en 1880.
Le portique de la rue de Namur a été construit en 1780 sur des plans de Guimard.

## Accessibilité
| ___ | Ce site est desservi par les stations de métro : gare Centrale et Parc. |